# Kristina Solomoukha
Kristina Solomoukha est une artiste ukrainienne née en 1971 à Kiev; elle est la fille d'Anton Solomoukha.
Elle vit et travaille à Paris, et enseigne depuis 2003 à l'EESAB, sur le site de Rennes

## Biographie

### Études
Diplômée de l'Institut Supérieur d'Art Industriel de Kiev (section esthétique industrielle) en 1989, Kristina Solomoukha est venue poursuivre ses études en France à la chute du rideau de fer. C'est ainsi qu'elle fut également diplômée, avec les félicitations du jury, de l'École Nationale Supérieure des Beaux-Arts de Paris.
Kristina Solomoukha a également travaillé avec l'École Régionale des Beaux-Arts de Nantes, et est diplômée de l'École d’Architecture Paris-Malaquais depuis 2002.

### Un regard sur l'étranger
Kristina Solomoukha a effectué de nombreux séjours à l'étranger, rencontrant ainsi des artistes de culture différente. Elle a ainsi séjourné à Berlin, Montréal, New York et Sao Paulo.

## Réalisations
Le Fonds national d'art contemporain, le Centre national des arts plastiques, plusieurs FRAC à travers la France et le Fonds municipal d'art contemporain de la Ville de Paris ont acquis plusieurs œuvres de Kristina Solomoukha.
L'Artothek, Kunstverein, de Bonn possède également certaines de ses réalisations.